# Герб Демянска
Исторический герб города Демянска, ныне посёлка городского типа — административного центра Демянского муниципального района Новгородской области Российской Федерации

## Описание герба
В верхней части герб Новгородской губернии; в нижней части герба: «на лазоревом поле золотой ржаной сноп, в означение, что единственное занятие жителей Демянского уезда есть хлебопашество».

## История герба
В 1824 году село Демянск, вместе с близлежащими селениями Глубово, Селижский Рядок и Селище, стало уездным городом Демянского уезда.
4 марта 1885 года императором Александром II был Высочайше утверждён герб Демянска.
3 мая 1885 года по Высочайшему повелению был издан Сенатский указ — Об утверждении герба города Демянска. (ПСЗРИ, 1885, Закон № 29278). В указе было дано описание герба Демянска, удостоенного Высочайшего утверждения в Санкт-Петербурге 4 марта 1855 года.
Подлинное описание герба Демянска гласило: 

«щитъ раздѣленъ на двѣ равныя части: въ верхней изображенъ Новгородскій губернскій гербъ, а въ нижней, на лазуревомъ полѣ, золотой ржаной снопъ, въ означеніе, что единственное занятіе жителей Демянского уѣзда есть хлѣбопашество; щитъ украшенъ золотою городскою короною».
В 1927 году Демянск был преобразован в село, в 1960 году получил статус посёлка городского типа.
В советские времена исторический герб Демянска не использовался.

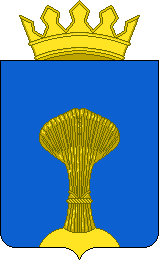
Герб Демянского района (2005 год)

7 июля 2005 года был утверждён первый вариант герба Демянского района, который практически повторял исторический герб Демянска 1885 года.
29 сентября 2005 года был утверждён второй (ныне действующий) вариант герба Демянского района, который имеет следующее описание: «В лазоревом поле на пониженной, возникающей золотой горе золотой пшеничный столб. Щит увенчан муниципальной короной установленного образца».
Герб района был внесён в Государственный геральдический регистр под № 2062.
30 марта 2006 года был утверждён герб Демянского городского поселения.
Герб Демянского городского поселения во многом повторяет герб Демянского района, но в отличие от него, имеет бо́льшую возникающую золотую гору, дополненную восходящими лучами и более пышный сноп пшеницы. Щит увенчан золотой трёхзубцовой стенчатой короной.
Герб Демянского городского поселения в Государственный геральдический регистр не внесён.